# ساحة كليشي (مترو باريس)
ساحة كليشي (بالفرنسية: Place de Clichy)‏ هي محطة مترو تابعة لمترو باريس تقع في فرنسا في الدائرة الثامنة في باريس.[بحاجة لمصدر]